# Lomont
Lomont – miejscowość i gmina we Francji, w regionie Burgundia-Franche-Comté, w departamencie Górna Saona.
Według danych na rok 1990 gminę zamieszkiwały 383 osoby, a gęstość zaludnienia wynosiła 34 osoby/km² (wśród 1786 gmin Franche-Comté Lomont plasuje się na 389. miejscu pod względem liczby ludności, natomiast pod względem powierzchni na miejscu 368.).